# Coppa delle Nazioni U23 UCI 2015
La Coppa delle Nazioni U23 UCI 2015 fu la nona edizione della competizione organizzata dalla Unione Ciclistica Internazionale. Comprendeva nove prove riservate alle squadre nazionali.

## Calendario
| Data         | Gara                                              | Vincitore            | Vincitore (Nazioni) | Leader (Nazioni) |
| ------------ | ------------------------------------------------- | -------------------- | ------------------- | ---------------- |
| 11 febbraio  | Campionati asiatici - Prova in linea Under-23     | Yūma Koishi          | Giappone            | Giappone         |
| 11 aprile    | Giro delle Fiandre Under-23                       | Alexander Edmondson  | Australia           | Australia        |
| 15 aprile    | La Côte Picarde                                   | Simone Consonni      | Italia              | Italia           |
| 17-18 aprile | ZLM Tour                                          | Søren Kragh Andersen | Danimarca           | Danimarca        |
| 9 maggio     | Campionati panamericani - Prova in linea Under-23 | Jhonatan Restrepo    | Colombia            | Danimarca        |
| 29-31 maggio | Corsa della Pace Under-23                         | Gregor Mühlberger    | Austria             | Norvegia         |
| 26 luglio    | Coppa dei Laghi - Trofeo Almar                    | Gianni Moscon        | Italia              | Italia           |
| 9 agosto     | Campionati europei - Prova in linea Under-23      | Erik Baška           | Slovacchia          | Italia           |
| 22-29 agosto | Tour de l'Avenir                                  | Marc Soler           | Spagna              | Italia           |

## Classifiche
Classifica finale
| Pos. | Paese       | Punti |
| ---- | ----------- | ----- |
| 1    | Italia      | 103   |
| 2    | Norvegia    | 81    |
| 3    | Danimarca   | 79    |
| 4    | Russia      | 75    |
| 5    | Francia     | 73    |
| 6    | Belgio      | 72    |
| 7    | Germania    | 52    |
| 8    | Australia   | 47    |
| 9    | Austria     | 45    |
| 10   | Paesi Bassi | 44    |